# Aeródromo Sky Blu

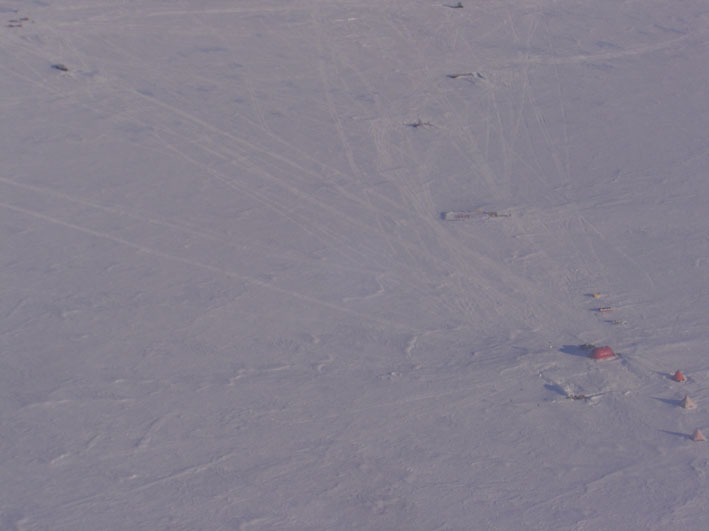
Base Sky Blu desde el aire (2005).

Sky Blu (en inglés: Sky Blu Logistics Facility) es un aeródromo y campamento logístico de avanzada del Reino Unido ubicado cerca de los nunataks Sky-Hi en la Antártida. Es administrado y operado por la British Antarctic Survey. Opera durante la temporada de verano desde noviembre a febrero, al inicio de la cual se remueve la nieve de la pista para ponerla en operación.
La pista aérea en el hielo azul fue establecida en 1993-1994, ocupándose en temporada estival desde febrero de 1995 con aviones con esquíes Twin Otter. En 1997-1998 quedó operacional para aviones con ruedas Dash 7 cuando la pista inicial fue puesta fuera de servicio y se habilitó una pista de 1200 m de largo y 50 m de ancho marcada con banderas. Un depósito hasta entonces utilizado, ubicado a 12 km del campamento en los nunataks Sky-Hi, fue abandonado. Los Dash-7 transportan el combustible desde la Base Rothera, que se almacena en los depósitos del aeródromo situados a unos 100 m de la pista. Luego es utilizado por los Twin Otter para las operaciones del personal de Rothera en el área. 
A 420 m al sudoeste de la cabecera de la pista está la cabaña tipo melón con capacidad para tres personas, junto a la cual se ubican tiendas de campaña, un garaje, almacén de alimentos, una antena de radio, y la instalación sanitaria.
El 7 de febrero de 1999 fue instalada una estación meteorológica automática a 1510 m s. n. m.
El aeródromo se ubica en un sector interior que el Reino Unido consideraba parte de la Tierra de Ellsworth, pero en 2009 ese país comunicó al Comité Científico para la Investigación en la Antártida (SCAR) que definió un nuevo límite entre la Tierra de Palmer en la península Antártica y la Tierra de Ellsworth, que dejó a Sky Blu como parte de la península Antártica.